# 동래군 (선거구)
동래군은 대한민국의 옛 국회의원 선거구이다. 당시 경상남도 동래군 지역을 관할했다.

## 역사
제헌 국회의원 선거를 앞두고 신설되었다.
제6대 국회의원 선거를 앞두고 양산군 선거구와 합쳐져 양산군·동래군 선거구를 이루게 되면서 폐지되었다.

## 역대 국회의원
| 선거   | 정당 | 정당       | 의원   |
| ------ | ---- | ---------- | ------ |
| 1948년 |      | 조선공화당 | 김약수 |
| 1950년 |      | 무소속     | 김범부 |
| 1954년 |      | 자유당     | 김법린 |
| 1958년 |      | 민주당     | 조일재 |
| 1960년 |      | 민주당     | 조일재 |

## 역대 선거 결과

### 대한민국 제헌 국회의원 선거
|  | 66.28% |

|  | 33.71% |

### 대한민국 제2대 국회의원 선거
|  | 26.58% |

|  | 21.38% |

|  | 16.81% |

|  | 13.41% |

|  | 12.16% |

|  | 9.63% |

|  | 0% |

|  | 0% |

### 대한민국 제3대 국회의원 선거
|  | 48.39% |

|  | 24.49% |

|  | 13.42% |

|  | 8.10% |

|  | 5.57% |

### 대한민국 제4대 국회의원 선거
|  | 52.51% |

|  | 47.48% |

### 대한민국 제5대 국회의원 선거
|  | 28.61% |

|  | 15.75% |

|  | 12.60% |

|  | 8.24% |

|  | 7.50% |

|  | 5.37% |

|  | 4.56% |

|  | 4.39% |

|  | 4.23% |

|  | 3.59% |

|  | 2.13% |

|  | 1.64% |

|  | 1.33% |

|  | 0% |

## 같이 보기
- 기장군의 국회의원